# 1-я Родопская бригада имени Георгия Димитрова
1-я Родопская бригада имени Георгия Димитрова (болг. Първа родопска бригада „Георги Димитров“) — подразделение Народно-освободительной повстанческой армии Болгарии, находившееся в ведении 2-й Пловдивской повстанческой оперативной зоны. Бригада действовала в Родопах.

## История
Начало существованию 1-й Родопской бригады имени Георгия Димитрова было положено в апреле 1944 года. 18 партизан из разгромленного Родопского партизанского отряда имени Антона Иванова собрались в местности Синия-Камык. Ими была создана партизанская дружина имени Кочо Честименского, которая очень быстро разрослась и вскоре была разделена на три роты. Командиром дружины был Андон «Рачо» Шопов, политическим комиссаром — Аргир Стоилов. Дружина действовала в районе к югу от реки Марица и к западу от реки Чепеларской до городов Брацигово, Пештера и Батак.
Дружина вела боевые действия в селе Чукрен, в местности Скобелево, за железнодорожный мост у села Кадиево и т.д. К июлю 1944 года дружина значительно выросла в плане численности и была преобразована в 1-ю Родопскую бригаду имени Георгия Димитрова. Командиром бригады стал Андон «Рачо» Шопов, политическим комиссаром — Илия Крыстев (позывной «Дойчин»). Бригада выпускала свой журнал «Въстаническа борба» (болг. Повстанческая борьба).
Бригада вела боевые действия в сёлах Добралык, Ситово, лесных постах при селе Кадиево, сражалась за молочную ферму на вершине Голям-Персенк. 4 июня 1944 года бригада вела тяжёлые бои против правительственных войск на высоте Юрукалан, 23 июля — на высоте Голям-Персенк, 4 сентября — Модыр-Тепе. Часть партизан ушла на юг, в сторону границы с Грецией, чтобы установить связь с Народно-освободительной армией Греции и раздобыть оружие.
9 сентября 1944 года бригада участвовала в установлении власти Отечественного фронта в Пловдиве и окрестностях.

## Численность и состав
Общая численность партизан, когда-либо воевавших в составе 1-й Родопской бригады, составляет 172 человека (с учётом четырёх дезертиров, сдавшихся властям). Из оставшихся 168 человек 12 были моложе 18 лет, 19 — женщины. Самому юному партизану было 15 лет. 101 человек состоял в Болгарской коммунистической партии, 57 — в Рабочем молодёжном союзе, 10 были беспартийными. Все четыре дезертира были членами Рабочего молодёжного союза, а трое из коммунистов были ранее членами ВМРО. Одним из партизан был преступник Иван Бураджийский (болг. Иван Бураджийски), который вступил в отряд, спасаясь от тюрьмы. Восемь человек по происхождению были болгарскими мусульманами (помаками), из них пятеро — жители села Лясково, двое — села Брезе, один — села Забырдо. Десять человек были евреями, один — армянином.
За всю войну бригада потеряла 21 человека, из которых 18 погибли в бою, а трое попали в плен. По состоянию на 9 сентября 1944 года бригада насчитывала 135 человек.
После переворота 9 сентября 1944 года 33 бойца продолжили службу в составе новой болгарской армии, 31 боец ушёл в болгарскую милицию, 21 человек продолжил карьеру в Болгарской коммунистической партии, 15 стали служащими в администрации, 9 продолжили карьеру на руководящих должностях.